# 女性漫画
女性漫画，或稱女子漫畫、淑女漫畫，是指以超过20岁的女性、尤其是家庭主妇和办公室女职员为主要读者对象的漫画。
少女漫畫多半會刻劃理想的愛情，而女性漫画多半會描述較實際的愛情，在性的描述上也會比較露骨，不過也有例外。由於是針對女性讀者，女性漫畫中不太會有不貞或是強姦的情形出現。原本女士漫畫（Ladies comic）一詞與女性漫畫同義，但後來逐漸成為成人向的女性漫畫俗稱。另外，以20歲以上女性為閱眾、但內容偏戀愛的漫畫，在日本另有專用名詞「少淑女漫畫」稱之。